# Aegir (Schiff, 1967)
Die Aegir (isländisch Ægir) ist ein ehemaliges Patrouillenboot der isländischen Küstenwache. Das Schiff war nach dem Riesen der See und des Bieres Ägir aus der Edda benannt.

## Geschichte

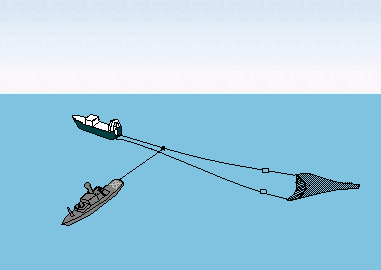
Die Technik des Netzabschneidens durch die Isländische Küstenwache erstmals angewandt am 7. September 1972 von der Aegir

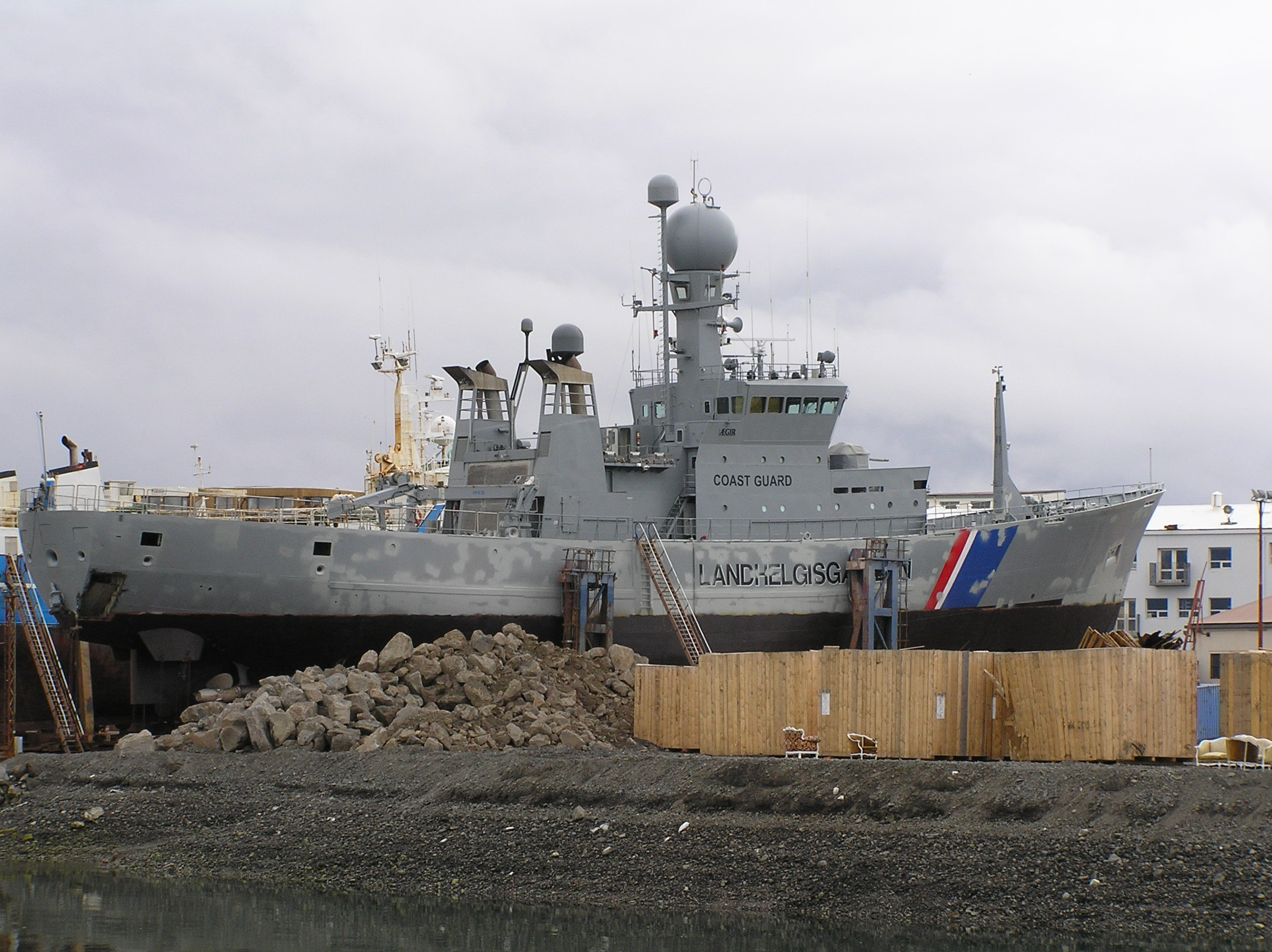
Die Aegir 2007 aufgeslippt zur Instandsetzung

Gebaut wurde die Aegir 1967 bei der Aalborg Værft in Dänemark. Es ist das erste Schiff der Aegir-Klasse. Ihm folgte das Schwesterschiff Týr. Beide Schiffe bzw. ihre Vorgänger nahmen an allen Kabeljaukriegen mit dem Vereinigten Königreich teil.
Im November 2020 wurde das Schiff außer Dienst gestellt und zusammen mit der Aegir für 51 Mio. ISK (circa 340.000 Euro) verkauft. Neuer Name des Schiffes wurde Oceanus V.

### Netzabschneiden im Kabeljaukrieg
Mit der Aegir wurde zum ersten Mal die vom Kommandeur Pétur Sigurðsson, dem damaligen Direktor der Küstenwache, mit Unterstützung von Friðrik Teitsson und Tómas Sigurðsson entwickelte Technik des Schleppnetzabschneidens gegen verbotenes Fischen im beanspruchten Hoheitsbereich angewandt. 
Während dieser Operation starb auf der Aegir der Zweite Maschinist Halldór Hallfreðsson bei dem Versuch, ein Leck zu verschweißen, an einem Stromschlag durch ein Schweißgerät, da eine Welle das Schiff traf und so Wasser eindrang. Er war das einzige Todesopfer während der Kabeljaukriege.
Am 5. September 1972 um 10.25 Uhr erhielt die Aegir unter Kommandanten Guðmundur Kjærnested den Befehl, gegen einen nicht gekennzeichneten Schleppnetzfischer nordöstlich von Hornbanki vorzugehen. Der Kapitän dieses schwarzgestrichenen Trawlers weigerte sich, Name und Nummer des Schiffes preiszugeben. Auf die Verwarnung der Küstenwache spielten sie das Lied Rule Britannia über den Sender ab. Um 10.40 Uhr wurde der Netzschneider ins Wasser abgesetzt und die Aegir fuhr entlang der Backbord-Seite des Trawlers. Die Fischer warfen ein dickes Nylonseil ins Wasser, um die Schraube der Aegir zu blockieren. Nach dem Passieren des Trawlers drehte Aegir zu dessen Steuerbordseite. Der neue Netzabschneider wurde 290 Meter hinter der Aegir hergezogen und trennte eines der Verbindungsseile zum Grundschleppnetz ab. Als die Aegir den nicht identifizierten Trawler dann umkreiste, warf die wütende Mannschaft des Fischerboots Kohlestücke, Müll und eine große Feueraxt gegen das Küstenwachschiff. Ein Schwall von Fluchen und Geschrei über den Funk des Trawlers erlaubte dessen Identifizierung als Peter Scott (H103).
Der Einsatz der Netzabschneider wurde seit diesem erfolgreichen Versuch ein Haupteinsatzmittel im Kabeljaukrieg.

## Technik
Der Hauptantrieb besteht aus zwei MAN-Dieselmotoren mit insgesamt 6.330 kW, die das Schiff auf maximal 19 Knoten Geschwindigkeit bringen können. An Hilfsmaschinen stehen Diesel von Caterpillar zur Verfügung, und zwar je eine Maschine mit 216, 265 und 350 kW.
Das Schiff verfügt über ein Flugdeck und einen Hangar für einen leichten Hubschrauber und kann Hubschrauber betanken.
Es besitzt einen 55-Tonnen- und einen 14-Tonnen-Kran, ein 30 Knoten schnelles Springer-MP-800-Rettungsboot mit Jetantrieb. Außerdem verfügt es an Beibooten über ein Valiant V570, ein Zodiac Mk III und ein Zodiac Mk IV HD. Für Bergungs- und Löscharbeiten stehen acht tragbare Pumpen zur Verfügung. Bewaffnet ist die Aegir mit einem 40-mm-Bofors-Geschütz Mk2 mit 60 Kaliberlängen.

## Das Vorgängerschiff
Das erste Schiff in der isländischen Küstenwache mit Namen Aegir wurde am 14. Juli 1929 in Dienst gestellt. Es war nach der 1926 von der Küstenwache übernommenen Thor und der etwas später 1926 gekauften Odinn das dritte Schiff der Isländischen Küstenwache. In ihren frühen Jahren war sie das technisch am weitesten fortgeschrittene Patrouillenschiff der nordischen Länder.  Die Aegir segelte mit dem neu gewählten Präsidenten (1944) Sveinn Björnsson in den 1940er Jahren rund um Island. Ihre starke Bewaffnung während des Zweiten Weltkriegs bestand aus einer 5,7-cm-Kanone, einer 3-7-cm-Flak, zwei Maschinengewehren und Wasserbomben sowie verschiedenen Handfeuerwaffen. Als die neue Aegir 1967 in Dienst gestellt wurde, wurde die alte Aegir verkauft.

### Erster Kabeljaukrieg
Die Aegir  nahm am ersten Kabeljaukrieg teil. Unter den zahlreichen Einsätzen der Aegir im ersten Kabeljaukrieg war der am 4. September 1958 besonders heikel. Beim Versuch der Aegir,  einen britischen Trawler vor der Westfjorden aufzubringen, intervenierte die britische Fregatte HMS Russell und die beiden Schiffe kollidierten.